# Grijsstuitgierzwaluw
De grijsstuitgierzwaluw (Chaetura cinereiventris) is een vogel uit de familie Apodidae (gierzwaluwen).

## Verspreiding en leefgebied
Deze soort komt wijdverspreid voor in Midden- en Zuid-Amerika en telt zeven ondersoorten:
- C. c. phaeopygos: van oostelijk Nicaragua tot Panama.
- C. c. lawrencei: noordelijk Venezuela, Trinidad en Tobago, Grenada en Isla Margarita.
- C. c. schistacea: oostelijk Colombia en westelijk Venezuela.
- C. c. guianensis: oostelijk Venezuela en westelijk Guyana.
- C. c. occidentalis: westelijk Colombia, westelijk Ecuador en noordwestelijk Peru.
- C. c. sclateri: van zuidelijk Colombia en zuidelijk Venezuela tot noordwestelijk Brazilië, oostelijk Peru en noordwestelijk Bolivia.
- C. c. cinereiventris: oostelijk Brazilië, Paraguay en noordoostelijk Argentinië.

## Status
De totale populatie is in 2019 geschat op 50 miljoen volwassen vogels. Op de Rode lijst van de IUCN heeft deze soort de status niet bedreigd.